# Успенский собор (Кирилло-Белозерский монастырь)
Успе́нский собо́р с па́пертями — православный храм в городе Кириллове Вологодской области, центральный храм архитектурного ансамбля Кирилло-Белозерского монастыря.

## История
Первое здание Успенского собора было деревянным, его построила в 1397 году артель древоделов. Но так как церковь была небольшой и со временем обветшала, то после смерти Кирилла, во время управления монастырём игуменом Трифоном была построена новая Успенская церковь. Она была также деревянная и «украшенная иконами и иными красотами». Это здание сгорело во время сильного пожара между 1462 и 1497 годами.
Нынешнее здание Успенского собора Кирилло-Белозерского монастыря — одна из первых каменных построек в Белозерье. Существующий собор построен в 1497 году артелью ростовских мастеров, после того как сгорела деревянная Успенская церковь монастыря. Считается, что два храма-предшественника также создавались ростовскими зодчими. В последующем собор неоднократно подвергался перестройкам, в XX веке активно реставрировался.

## Архитектура
Успенский собор (кубический, четырёхстолпный, одноглавый) — один из трёх северорусских соборных храмов, построенных ростовской артелью на исходе XV века. Второй собор сохранился в Ферапонтовом монастыре, а третий, на Каменном острове, был взорван при Сталине. Все три памятника имеют между собой много общего, ибо продолжают традиции раннемосковского зодчества (средневекового зодчества Московского княжества).
Изучение Успенского собора позволяет получить представление об архитектуре Северо-Восточной Руси до воздействия на неё итальянской школы. Отличительные особенности проявляются в масштабе, пропорциях, объёмно-пространственной композиции и деталях.

## Реставрация
Первый план реставрации собора был составлен Николаем Никольским.
В 1919 году Всероссийская комиссия, работавшая в Кирилло-Белозерском монастыре, выявила и законсервировала 75 наиболее ценных икон. Была расчищена храмовая икона «Успение» (реставраторы П. Юкин, В. Горохов).
В 1924 году был организован местный музей, решение о создании которого было принято в 1919 году. В 1920—1930 годах над исследованием и реставрацией памятников монастыря работал архитектор В. В. Данилов. В 1958 году под его руководством был разобран простенок XVIII века, разделявший пространство северной паперти на два компартимента. В результате были вновь открыты фрагменты стенописи XVII века, находившиеся под поздней кладкой.
С 1953 года изучением и реставрацией памятников монастыря занимаются архитекторы-реставраторы ЦНРПМ (ранее ЦНРМ, ВПНРК). Ведущая роль здесь принадлежала архитектору Сергею Подъяпольскому. По комплексу Успенского собора в 1963 году им был разработан эскизный проект реставрации, который включал в себя предложения по северной и западной папертям. В этом же проекте была разработана графическая реконструкция первоначального вида Успенского собора и северной паперти, потребовавшая в дальнейшем лишь незначительной коррекции. Более существенную эволюцию совершили взгляды реставратора на общую направленность восстановительных работ, если сравнить положения эскизного проекта с соответствующим разделом «Эскизного проекта реставрации и приспособления архитектурного комплекса Кирилло-Белозерского монастыря» 1975 года, разработанного в соавторстве с Н. В. Каменевым. В более раннем проекте предлагалось восстановить шлемовидную главу собора, покрытие собора по кокошникам, первоначальное покрытие апсид и т. п., то в более позднем проекте этих предложений нет. Было сочтено более целесообразной «ограниченную» реставрацию собора «с ликвидацией наиболее грубых позднейших наслоений», «с максимальным выявлением художественных особенностей интерьера при сохранении позднейших пристроек, главы XVIII века и прямоскатной кровли».
С 1957 года производство ремонтно-реставрационных работ в Кирилло-Белозерском монастыре вела Вологодская СНРПМ, которая с 1971 года вошла в объединение «Росреставрация». За это время по Успенскому собору и папертям были проведены следующие основные ремонтно-реставрационные работы:
1. осуществлена частичная вертикальная планировка собора;
2. восстановлена древняя форма городчатого завершения окон барабана и «плечики» их проёмов;
3. восстановлено окно в формах XVII века на западном прясле южного фасада собора;
4. настлан деревянный пол в северной паперти;
5. отреставрирован крест главы собора;
6. проведены консервационные работы по главе собора;
7. заменено медными листами прежнее покрытие железом кровель четверика, алтаря, северной и частично западной паперти;
8. проведена побелка фасадов собора и северной паперти;
9. заложен позднейший проём из жертвенника собора в придел Владимира, на месте которого восстановлена древняя ниша.

С конца 1960-х годов работы по исследованию и реставрации иконостаса и памятников древней иконописи, происходящих из Успенского собора, вела группа специалистов ВНИИР во главе с О. В. Лелековой. С 1970 года раскрытие стенописи Успенского собора и связанный с этим комплекс реставрационных мероприятий систематически проводила бригада художников-реставраторов объединения «Росреставрация», которую возглавлял И. П. Ярославцев. К 1981 году полностью реставрирована стенопись главы и барабана собора.
В связи с проводимыми реставрационными работами многочисленные предметы декоративного убранства интерьера (киоты, светильники и т. д.) перенесены на хранение в запасники музея.

## Иконостас и святыни
Успенский собор является сокровищницей памятников станковой и монументальной церковной живописи XV—XVII веков. Среди них — иконостас, внутренние росписи собора и северной паперти. Заслуживает внимания коллекция произведений декоративно-прикладного искусства.
До наших дней почти полностью дошёл пятиярусный иконостас Успенского собора XVIII века. Древние иконы этого иконостаса долгое время были разрознены. Из 60-ти уцелевших икон XV—XVIII веков 33 находились в Кириллове, а остальные — в Русском музее, Третьяковке и Музее имени Андрея Рублёва. В начале апреля 2009 года последняя часть икон была возвращена в Кириллов.